# Descampsina sesamiae
Descampsina sesamiae är en tvåvingeart som beskrevs av Louis-Paul Mesnil 1956. Descampsina sesamiae ingår i släktet Descampsina och familjen parasitflugor. Inga underarter finns listade i Catalogue of Life.